# Manhattanización

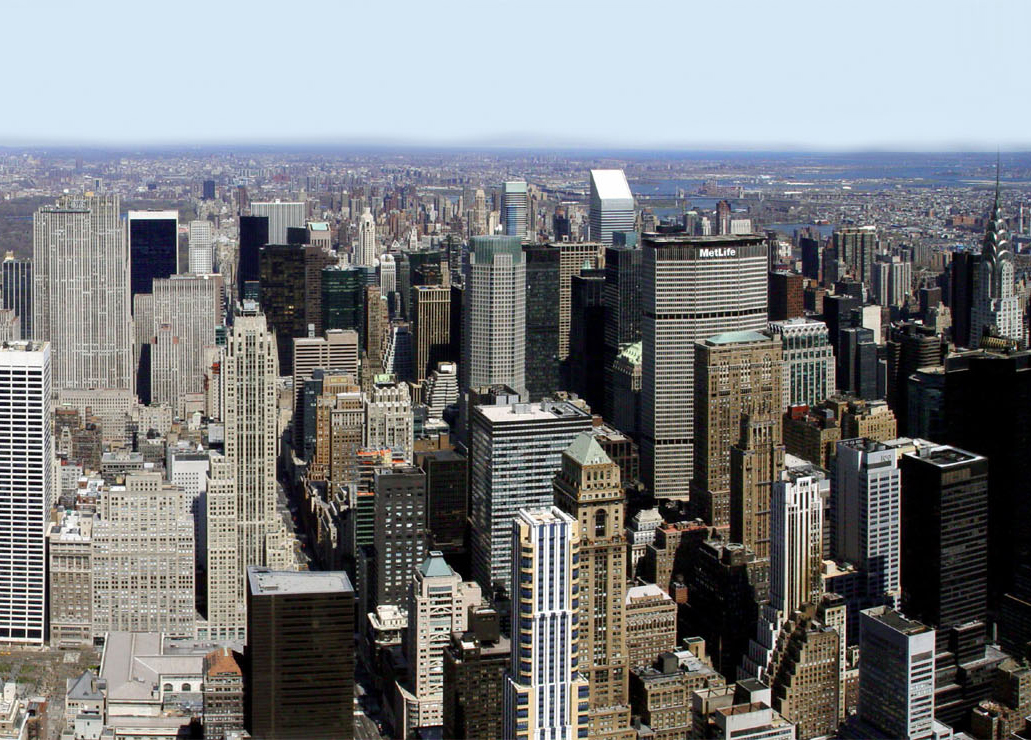
La isla de Manhattan, donde el término de manhattanización se deriva.

Manhattanización (Manhattanization en inglés) es un neologismo acuñado a partir del nombre de la isla de Manhattan, en Nueva York. Es un término utilizado para describir la construcción de nuevos rascacielos o densamente en conjunto, transformando la apariencia y carácter de una ciudad dándole un aspecto cosmopolita o metropolitano.
Fue una palabra peyorativa empleada por quienes criticaban la construcción de rascacielos en San Francisco, California durante los años 1960 y 1970, los cuales argüían que los rascacielos bloquearían la vista desde las colinas contiguas.
Recientemente, la voz «Manhattanización» ha sido usada para describir el reciente «boom» de urbanizaciones en Miami, Florida. El término también ha sido muy usado en las recientes construcciones de rascacielos en Las Vegas (Estados Unidos), y Madrid y Santa Cruz de Tenerife (España), entre otras ciudades. Del mismo modo, a un sector de Santiago de Chile se le ha denominado «Sanhattan», en alusión al proceso de urbanización explosivo y a la edificación en altura que ha experimentado durante el último tiempo.

## Ejemplos

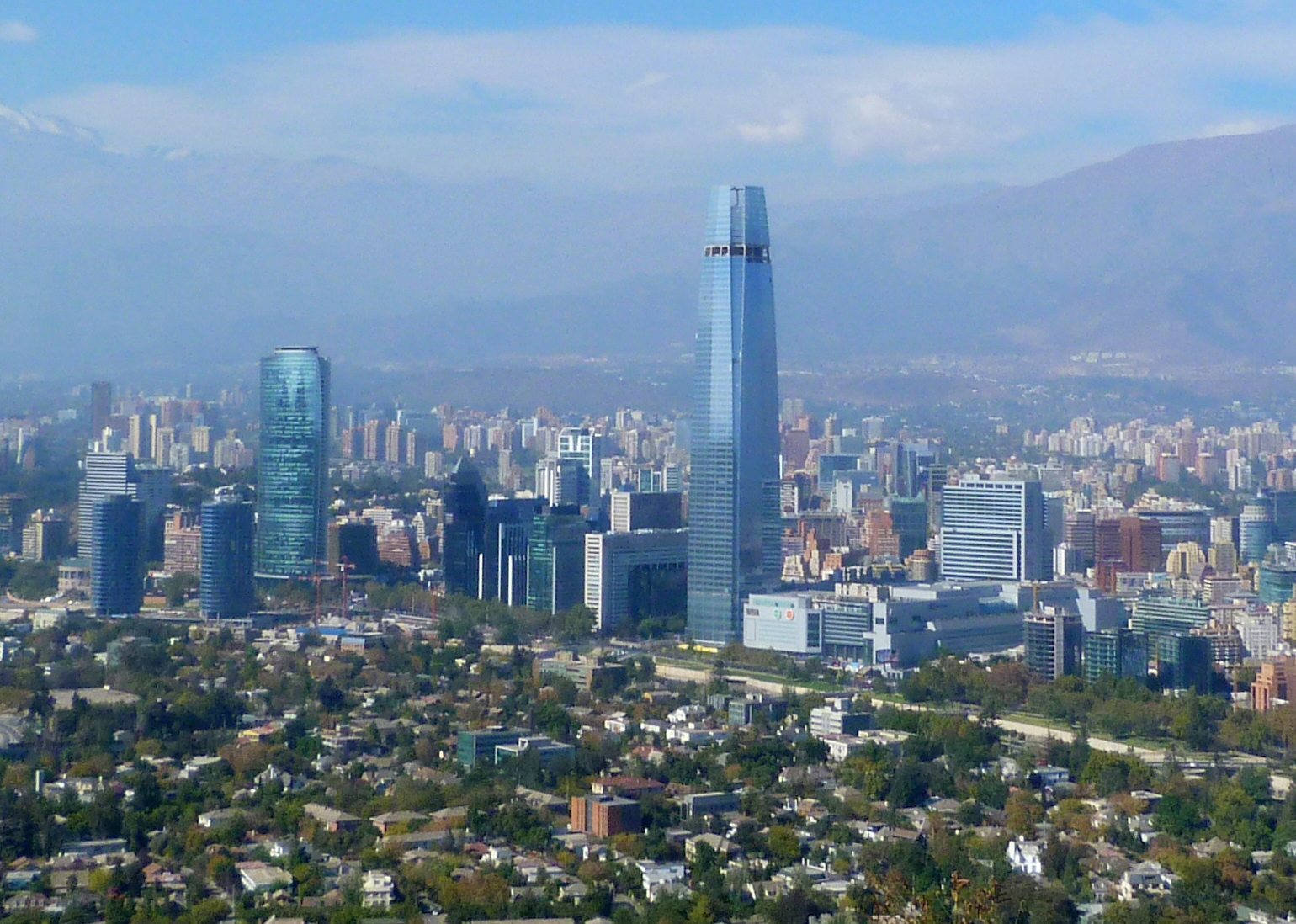
Sanhattan, centro financiero de Santiago de Chile, uno de los más característicos puntos de la Manhattanización.
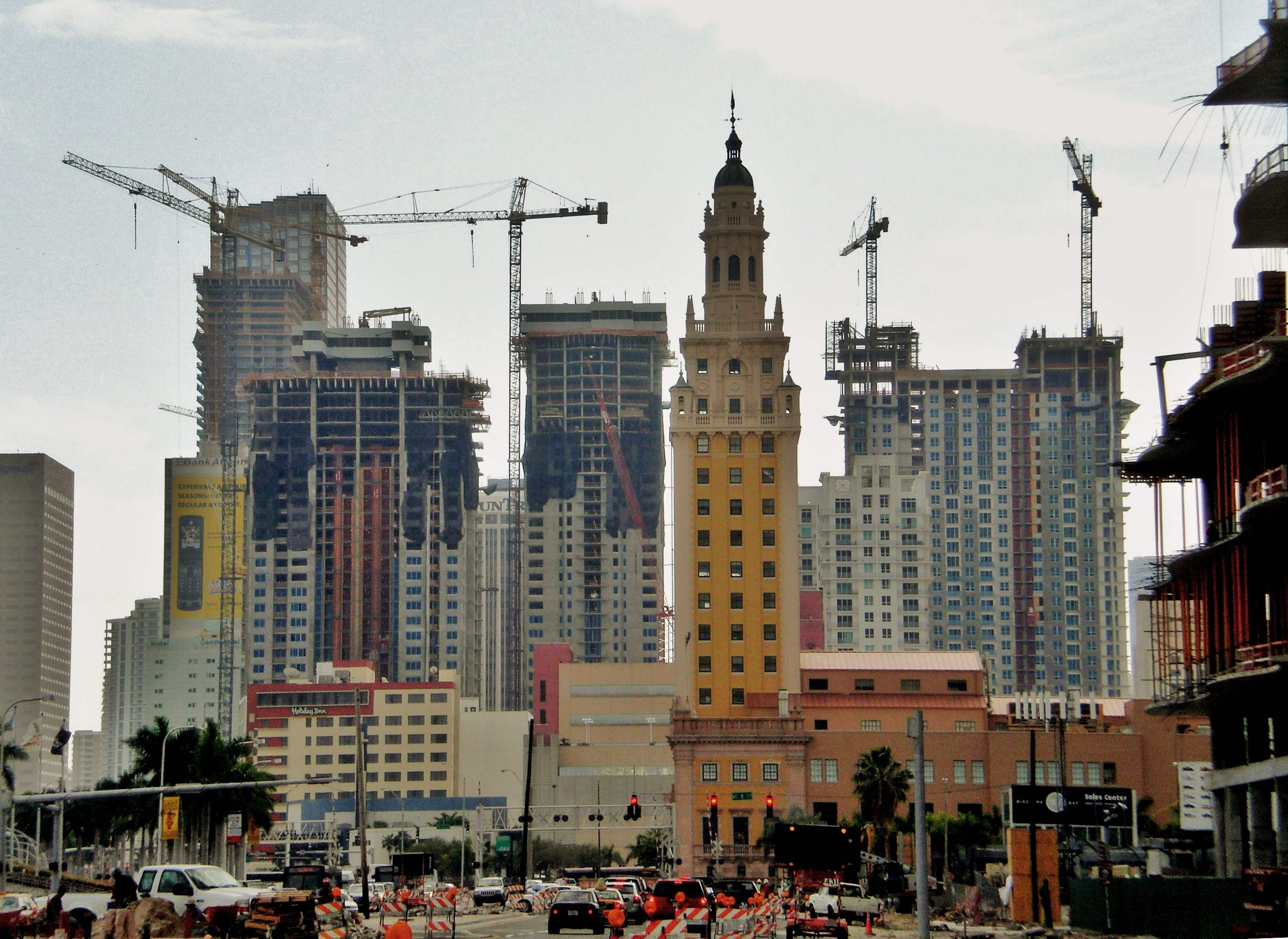
Panorámica parcial de Miami, febrero de 2007.
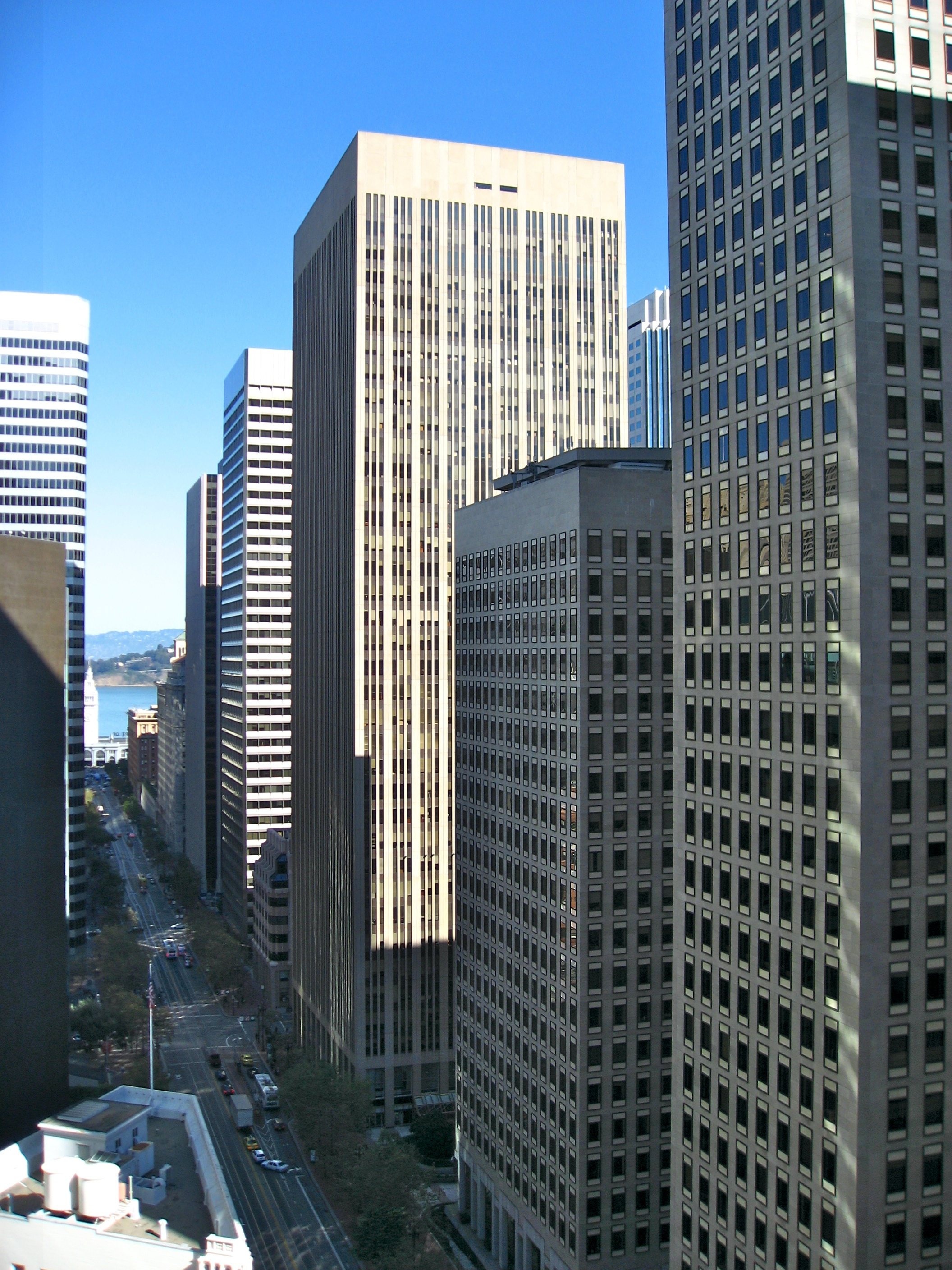
Rascacielos a lo largo de Market Street en San Francisco, construidos desde los años 1960 a los años 1980.
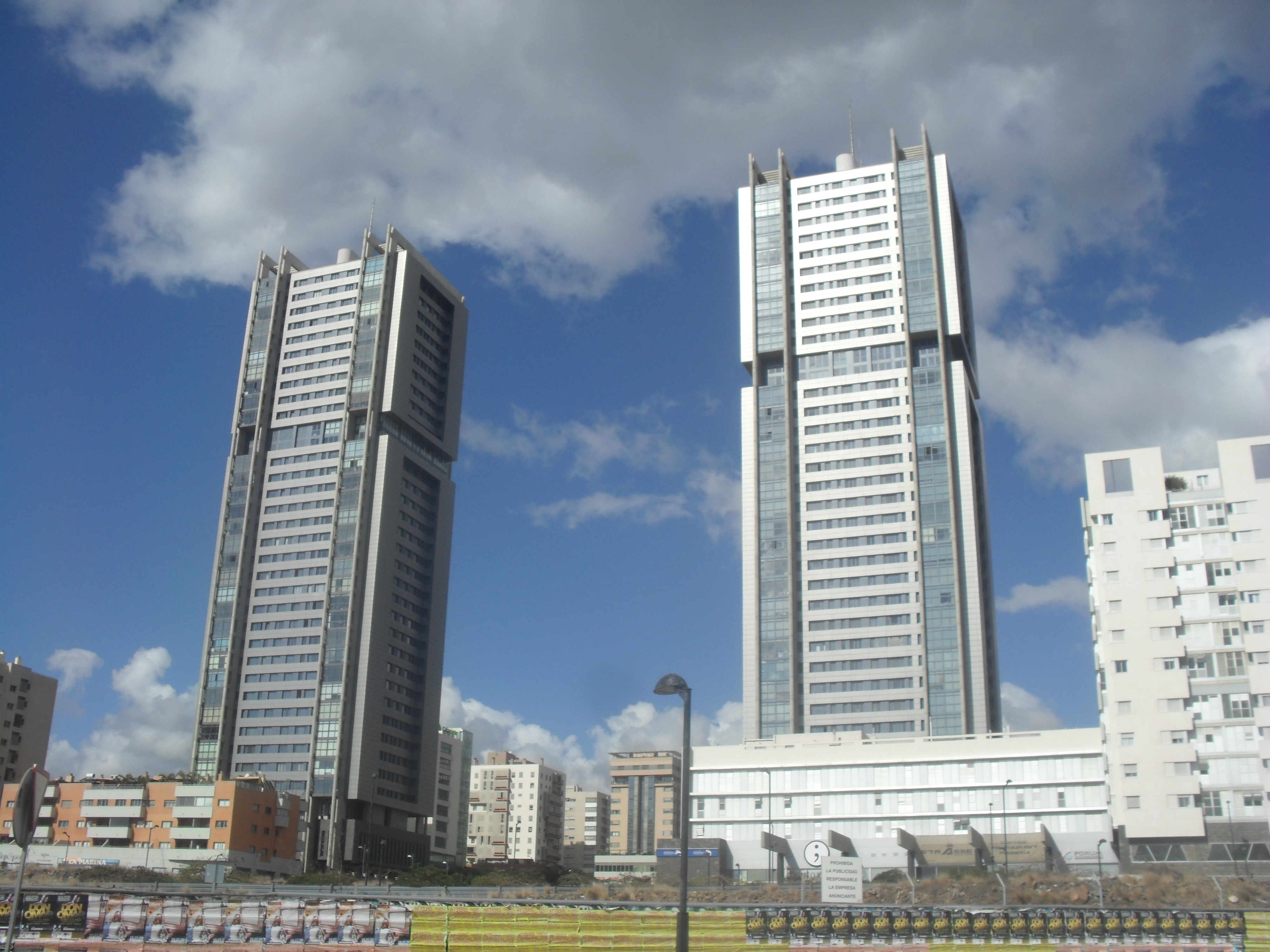
La ciudad de Santa Cruz de Tenerife es uno de los más claros ejemplos de Manhattanización en España.